# Emilio Delle Piane
Emilio Delle Piane (Lavagna, 6 luglio 1938 – Lavagna, 17 marzo 2014) è stato un attore italiano.

## Biografia
Attore caratterista attivo fra la metà degli anni sessanta e gli anni ottanta, prima di calcare le scene si era laureato in giurisprudenza nel 1963, facendo alcuni anni di praticantato. Nel 1966 l'incontro con il regista Carlo Lizzani gli fece intraprendere la carriera cinematografica; tra i film che ha interpretato ...continuavano a chiamarlo Trinità (1971) e I due superpiedi quasi piatti (1977), entrambi diretti da E.B. Clucher. Proseguì la sua carriera sino all'inizio degli anni novanta quando si ritirò dalle scene e tornò a dedicarsi al suo studio legale nel centro di Chiavari. È morto nel 2014 all'età di 75 anni.

## Filmografia

### Cinema
- Svegliati e uccidi, regia di Carlo Lizzani (1966)
- Colpo rovente, regia di Piero Zuffi (1969)
- Gott mit uns (Dio è con noi), regia di Giuliano Montaldo (1970)
- Arizona si scatenò... e li fece fuori tutti, regia di Sergio Martino (1970)
- ...continuavano a chiamarlo Trinità, regia di E.B. Clucher (1971)
- Tutta una vita, regia di Claude Lelouch (1974)
- Edo Polytehneio, regia di Dimitris Makris (1974)
- Languidi baci... perfide carezze, regia di Alfredo Angeli (1976)
- Il letto in piazza, regia di Bruno Gaburro (1976)
- Basta che non si sappia in giro, regia di Nanni Loy, Luigi Magni e Luigi Comencini (1976)
- Corleone, regia di Pasquale Squitieri (1977)
- I due superpiedi quasi piatti, regia di E.B. Clucher (1977)
- Una spirale di nebbia, regia di Eriprando Visconti (1977)
- Pane, burro e marmellata, regia di Giorgio Capitani (1977)
- Solamente nero, regia di Antonio Bido (1978)
- Il grande attacco, regia di Umberto Lenzi (1978)
- L'ultimo sapore dell'aria, regia di Ruggero Deodato (1978)
- Casa mia, casa mia..., regia di Neri Parenti (1988)
- Il giorno del giudizio, regia di Nello Rossati (1994)

### Televisione
- La freccia nera, regia di Anton Giulio Majano – miniserie TV , 1 episodio (1968)
- Gli ultimi cinque minuti, regia di Carlo Lodovici – film TV (1968)
- Le mie prigioni – miniserie TV, 1 episodio (1968)
- Qui squadra mobile – serie TV, 1 episodio (1976)
- Aeroporto internazionale, regia di Paolo Poeti (1985)
- La piovra 3 – miniserie TV, 1 episodio (1987)
- Cuore in gola, regia di Stefania Casini – film TV (1988)